# 翁文波
翁文波（1912年2月18日—1994年11月18日），男，浙江鄞县人，中国地球物理学家，中国科学院地学部院士。

## 生平
1912年，生于浙江宁波鄞县（今属宁波市海曙区）。
1934年，毕业于清华大学物理学系。同年任北平研究院物理研究所助理员。
1936年，远赴英国留学。1939年，荣获帝国理工博士学位。
1939年至1940年，任教于时国立中央大学（重庆），随后于玉门油矿任工程师。
1946年，始任职于上海中国石油公司勘探室。1949年10月1日后，历任燃料工业部石油总局勘探处副处长，石油工业部勘探司、石油科学研究院、石油勘探开发科学研究院总工程师。
1980年，当选为中国科学院地学部学部委员（院士）。

## 任职
- 第三届全国人大代表
- 第五届全国政协委员
- 第六届全国政协委员
- 中国石油学会副理事长
- 中国地球物理学会理事长
- 中国科协委员

## 著作

### 论文
《地震的远期预报》、《纬度变化和地极运动》、  《地球的化学成因》、《反射地震勘探中用直射线的计算法》、  《地球科学中有关原子核性质的几个问题》等。

### 书目
《地球形态的发展》、 《预测论基础》、 《初级数据的分布》等。